# 鄖陽区
鄖陽区（うんよう-く）は中華人民共和国湖北省十堰市に位置する市轄区。

## 歴史
漢代に設置された長利県が鄖県の前身である。後漢の時代になると30年（建武6年）には鍚県に編入された。283年（太康4年）、西晋は再び長利県を設置、さらに翌年に鄖郷県と改称された。1277年（至元14年）に鄖県と改称された。
2014年9月に市轄区の鄖陽区に改編され現在に至る。

## 行政区画
- 鎮:城関鎮、安陽鎮、楊渓鋪鎮、青曲鎮、白桑関鎮、南化塘鎮、白浪鎮、劉洞鎮、譚山鎮、梅鋪鎮、青山鎮、茶店鎮、柳陂鎮、鮑峡鎮、胡家営鎮、譚家湾鎮
- 郷:大柳郷、五峰郷、葉大郷